# 2012 프로-아마농구 최강전
2012 KB국민카드 프로-아마 최강전은 2012년 11월 28일부터 12월 6일까지 고양체육관에서 진행되며 프로와 아마가 아우르는 농구대회로 프로 10개 구단과 올해 대학리그 상위 7개 학교, 국군체육부대 등 18개 팀이 출전한다.

## 경기방식
- 토너먼트 방식으로 진행되어 18강 두팀은 부전승이 되었다.
- 경기 규칙은 KBL 규칙에 따라 경기가 진행되며 심판은 3심제로 진행된다.
- 선수 등록 : 프로팀은 KBL 선수등록 규정에 따라 등록된 선수가 출전가능하며 외국인 선수는 출전이 금지되며, 아마팀은 대한농구협회의 선수등록 규정에 따라 당해년도 선수등록을 필한자로 참가신청서에 기재된 선수가 출전한다.

## 참가팀
프로팀
- 안양 KGC인삼공사
- 원주 동부 프로미
- 부산 KT 소닉붐
- 인천 전자랜드 엘리펀츠
- 창원 LG 세이커스
- 서울 SK 나이츠
- 울산 모비스 피버스
- 고양 오리온스
- 서울 삼성 썬더스
- 전주 KCC 이지스

아마팀
- 한양대학교
- 경희대학교
- 연세대학교
- 중앙대학교
- 고려대학교
- 성균관대학교
- 동국대학교
- 국군체육부대

## 18강

### 1일차
Game 1
| 2012년 11월 28일 17:00 |

|  |

| 연세대학교 vs. 서울 SK 나이츠 |

Game 2
| 2012년 11월 28일 19:00 |

|  |

| 중앙대학교 vs. 안양 KGC인삼공사 |

### 2일차
Game 3
| 2012년 11월 29일 17:00 |

|  |

| 인천 전자랜드 엘리펀츠 vs. 경희대학교 |

Game 4
| 2012년 11월 29일 19:00 |

|  |

| 원주 동부 프로미 vs. 한양대학교 |

### 3일차
Game 5
| 2012년 11월 30일 19:00 |

|  |

| 부산 KT 소닉붐 vs. 고려대학교 |

Game 6
| 2012년 11월 30일 19:00 |

|  |

| 서울 삼성 썬더스 vs. 동국대학교 |

### 4일차
Game 7
| 2012년 12월 1일 14:00 |

|  |

| 성균관대학교 vs. 고양 오리온스 |

Game 8
| 2012년 12월 1일 16:00 |

|  |

| 국군체육부대 vs. 창원 LG 세이커스 |

### 5일차
Game 9
| 2012년 12월 2일 14:00 |

|  |

| 울산 모비스 피버스 vs. 서울 SK 나이츠 |

Game 10
| 2012년 12월 1일 16:00 |

|  |

| 전주 KCC 이지스 vs. 중앙대학교 |

## 8강전 ~ 결승전
|  | 8강전                         | 8강전                         |                               |    | 준결승전 | 준결승전 |  |  | 결승전 | 결승전 |
|  |                               |                               |                               |    |          |          |  |  |        |        |
|  | Game 13 2012년 12월 3일 17:00 |                               |                               |    |          |          |  |  |        |        |
|  |                               |                               |                               |    |          |          |  |  |        |        |
|  | 울산 모비스 피버스            | 60                            |                               |    |          |          |  |  |        |        |
|  | 울산 모비스 피버스            | 60                            | Game 15 2012년 12월 5일 17:00 |    |          |          |  |  |        |        |
|  | 원주 동부 프로미              | 67                            |                               |    |          |          |  |  |        |        |
|  | 원주 동부 프로미              | 67                            | 원주 동부 프로미              | 68 |          |          |  |  |        |        |
|  | Game 12 2012년 12월 4일 19:00 |                               | 원주 동부 프로미              | 68 |          |          |  |  |        |        |
|  |                               | 국군체육부대                  | 74                            |    |          |          |  |  |        |        |
|  | 국군체육부대                  | 국군체육부대                  | 74                            | 83 |          |          |  |  |        |        |
|  | 국군체육부대                  |                               | Game 17 2012년 12월 6일 19:00 | 83 |          |          |  |  |        |        |
|  | 부산 KT 소닉붐                | 72                            |                               |    |          |          |  |  |        |        |
|  | 부산 KT 소닉붐                | 72                            | 국군체육부대                  | 65 |          |          |  |  |        |        |
|  | Game 11 2012년 12월 3일 17:00 |                               | 국군체육부대                  | 65 |          |          |  |  |        |        |
|  |                               | 인천 전자랜드 엘리펀츠        | 61                            |    |          |          |  |  |        |        |
|  | 인천 전자랜드 엘리펀츠        | 인천 전자랜드 엘리펀츠        | 61                            | 79 |          |          |  |  |        |        |
|  | 인천 전자랜드 엘리펀츠        | Game 16 2012년 12월 5일 19:00 |                               | 79 |          |          |  |  |        |        |
|  | 고양 오리온스                 | 70                            |                               |    |          |          |  |  |        |        |
|  | 고양 오리온스                 | 70                            | 인천 전자랜드 엘리펀츠        | 78 |          |          |  |  |        |        |
|  | Game 14 2012년 12월 4일 19:00 |                               | 인천 전자랜드 엘리펀츠        | 78 |          |          |  |  |        |        |
|  |                               | 서울 삼성 썬더스              | 64                            |    |          |          |  |  |        |        |
|  | 서울 삼성 썬더스              | 서울 삼성 썬더스              | 64                            | 77 |          |          |  |  |        |        |
|  | 서울 삼성 썬더스              |                               |                               | 77 |          |          |  |  |        |        |
|  | 전주 KCC 이지스               | 64                            |                               |    |          |          |  |  |        |        |
|  | 전주 KCC 이지스               | 64                            |                               |    |          |          |  |  |        |        |

### 8강
Game 11
| 2012년 12월 3일 17:00 |

|  |

| 인천 전자랜드 엘리펀츠 vs. 고양 오리온스 |

Game 12
| 2012년 12월 3일 19:00 |

|  |

| 부산 kt 소닉붐 vs. 국군체육부대 |

Game 13
| 2012년 12월 4일 17:00 |

|  |

| 원주 동부 프로미 vs. 울산 모비스 피버스 |

Game 14
| 2012년 12월 4일 19:00 |

|  |

| 서울 삼성 썬더스 vs. 전주 KCC 이지스 |

### 4강
Game 15
| 2012년 12월 5일 17:00 |

|  |

| 국군체육부대 vs. 원주 동부 프로미 |

Game 16
| 2012년 12월 5일 19:00 |

|  |

| 인천 전자랜드 엘리펀츠 vs. 서울 삼성 썬더스 |

### 결승전
Game 17
| 2012년 12월 6일 19:00 |

|  |

| 국군체육부대 vs. 인천 전자랜드 엘리펀츠 |

| 2012 KB국민카드 프로-아마 최강전 우승                 |
| ----------------------------------------------------- |
| 국군체육부대 첫 번째 우승 MVP : 윤호영 (국군체육부대) |